# Как вкусен был мой француз
«Как вкусен был мой француз» — художественный фильм бразильского режиссёра Нелсона Перейры дус Сантуса, вышедший в 1971 году. Чёрная комедия, повествующая о злоключениях пленного француза среди индейцев тупи в XVI веке, принимала участие в основном конкурсе Берлинского кинофестиваля. В сюжете фильма использованы воспоминания немецкого путешественника Ханса Штадена, побывавшего в плену у индейцев и в своей книге уделившего особое внимание распространённому у них каннибализму; кроме того, использованы заметки французских исследователей Андре Теве и Жана де Лери.

## Сюжет
В 1594 году враждующие между собой французские и португальские поселенцы, осваивающие Бразилию в районе залива Гуанабара, для борьбы друг с другом объединяются с местными племенами. Французы состоят в союзе с индейцами тупинамба, которым противостоит племя тупиникинов, сотрудничающее с португальцами.
Одного француза берут в плен тупиникины. У них есть пушки, и француз помогает им стрелять из них во время боя. Тупиникинов атакуют тупинамба, которые берут в плен француза, сочтя его своим врагом — португальцем. Попытки героя объяснить, что он не португалец, а француз, не приносят успеха, и вождь тупинамба объявляет, что через 8 месяцев француз будет казнён и съеден. Пока же он живёт с племенем и может свободно перемещаться по окрестностям, ему делают традиционную местную стрижку (с выбритой макушкой) и дают молодую жену по имени Себоипепе.
Время от времени к вождю приезжает француз-торговец, который меняет у индейцев брёвна пау-бразил на бусы и гребешки. Он не хочет говорить тупинамба, что их пленный действительно является французом, и шантажирует пленного, предлагая тому найти клад, зарытый где-то неподалёку одним европейцем. Когда пленному французу удаётся найти клад, он забирает его себе, а торговца убивает и зарывает на месте клада. Он также тайно покупает у спутников торговца несколько бочек пороха и прячет их.
Приближается время казни. Вождь племени сокрушается, что у него нет пороха, чтобы победить тупиникинов. Француз обещает сделать порох и каждый день приносит племени по бочке из спрятанных запасов. При помощи трофейных пушек он обстреливает тупиникинов, которых с триумфом побеждают тупинамба. Француз говорит, что на первом же корабле он хочет съездить в Европу, а затем вернётся. Однако вождь неожиданно сообщает, что завтра состоится казнь. Жена француза рассказывает ему, как он должен себя вести во время ритуала казни. Она радуется тому, что и ей достанется часть тела мужа (шея) для поедания.
В назначенный час происходит торжественная церемония казни. В последние секунды француз кричит, что его соплеменники не оставят в живых никого из местных. Фильм заканчивается кадрами пустынного пляжа и цитатой из дневника одного из европейцев о том, как нещадно тупинамба истреблялись при колонизации побережья.

## В ролях
- Ардуино Колассанти — пленный француз
- Ана Мария Магальяес — Себоипепе
- Манфредо Колассанти — пожилой француз-торговец
- Эдуардо Имбассаи Филью — Куньямбебе

## Художественные особенности
- Сцены фильма перемежаются вставками цитат из писем и заметок европейских путешественников о колонизации Бразилии.
- Представители племён тупинамба и тупиникинов на протяжении фильма появляются в традиционных костюмах, в связи с чем в фильме обильно представлена обнажённая натура.
- Почти все диалоги в фильме происходят на языке тупи (помимо этого, представлены французский и португальский языки).

## Награды
- 1971 — Brazilian Cinema Festival (Бразилиа) — приз за лучший сценарий (Нелсон Перейра дус Сантус)
- 1971 — Brazilian Cinema Festival (Бразилиа) — приз за лучшие диалоги (Нелсон Перейра дус Сантус, Умберту Мауру)
- 1971 — Brazilian Cinema Festival (Бразилиа) — приз за лучшие декорации (Регис Монтейру)
- 1971 — 21-й Берлинский международный кинофестиваль — участие в конкурсной программе
- 1973 — Ассоциация критиков Сан-Паулу — самая многообещающая актриса (Ана Мария Магальяес)

## Похожие фильмы
- Синьор Робинзон
- Наверное, боги сошли с ума